# District de Thanh Miện
Thanh Miện est un district de la  Province de Hải Dương dans la région du delta du Fleuve Rouge au Vietnam.

## Présentation
Il a une superficie de 122 km2. Sa capitale est la ville de Thanh Mien.
En 2003 la population du district est de 131 552 habitants